# Cupa UEFA 2000-2001
Cupa UEFA 2000-2001 a fost a 30-a ediție a competiției de fotbal Cupa UEFA și a 43-a dacă se iau în calcul cele 13 ediții ale Cupei Orașelor Târguri (Inter-Cities Fairs Cup). Cupa a fost câștigată de Liverpool în fața celor de la Deportivo Alavés, grație unui autogol de aur. Liverpool mai câștigase în acel sezon Cupa Angliei și Cupa Ligii, Cupa UEFA completând o triplă neobișnuită. Este singura competiție europeană majoră pentru cluburi decisă de golul de aur până la abolirea regulii în 2002. Este prima ediție de cupă UEFA la care San Marino a avut o reprezentantă.

## Calificări
| Echipa #1              | Total  | Echipa #2          | Tur            | Retur              |
| ---------------------- | ------ | ------------------ | -------------- | ------------------ |
| Universitatea Craiova  | 1–2    | Pobeda             | 1–1 (Cronică)  | 0–1 (Cronică)      |
| Folgore/Falciano       | 1–12   | Basel              | 1–5 (Cronică)  | 0–7 (Cronică)      |
| Neftchi                | 2–3    | HIT Gorica         | 1–0 (Cronică)  | 1–3 (Cronică)      |
| Rapid Viena            | 6–0    | Teuta              | 2–0 (Cronică)  | 4–0 (Cronică)      |
| Clube Brugge           | 6–1    | Flora              | 4–1 (Cronică)  | 2–0 (Cronică)      |
| ÍBV Vestmannaeyjar     | 0–5    | Hearts             | 0–2 (Cronică)  | 0–3 (Cronică)      |
| AB                     | 9–0    | B36                | 8–0 (Cronică)  | 1–0 (Cronică)      |
| Coleraine              | 1–3    | Örgryte            | 1–2 (Cronică)  | 0–1 (Cronică)      |
| Ararat Yerevan         | 3–4    | Košice             | 2–3 (Cronică)  | 1–1 (Cronică)      |
| Napredak Kruševac      | 6–2    | Viljandi Tulevik   | 5–1 (Cronică)  | 1–1 (Cronică)      |
| MTK Hungária           | 5–2    | Jokerit            | 1–0 (Cronică)  | 4–2 (Cronică)      |
| Vorskla Poltava        | 4–0    | Rabotnički         | 2–0 (Cronică)  | 2–0 (Cronică)      |
| ÍA Akraness            | 2–6    | Gent               | 2–3 (Cronică)  | 0–3 (Cronică)      |
| Bangor City            | 0–11   | Halmstad           | 0–7 (Cronică)  | 0–4 (Cronică)      |
| Ventspils              | 3–4    | Vasas              | 2–1 (Cronică)  | 1–3 d.p. (Cronică) |
| Jeunesse Esch          | 0–11   | Celtic             | 0–4 (Cronică)  | 0–7 (Cronică)      |
| Drnovice               | 4–0    | Budućnost Banovići | 3–0 (Cronică)  | 1–0 (Cronică)      |
| Tomori Berat           | 2–5    | APOEL              | 2–3 (Cronică)  | 0–2 (Cronică)      |
| Rapid București        | 3–1    | MIKA               | 3–0 (Cronică)  | 0–1 (Cronică)      |
| WIT Georgia            | 1–4    | Beitar Ierusalim   | 0–3 (Cronică)  | 1–1 (Cronică)      |
| Omonia                 | 1–2    | Naftex Burgas      | 0–0 (Cronică)  | 1–2 (Cronică)      |
| Željezničar            | 1–3    | Wisła Cracovia     | 0–0 (Cronică)  | 1–3 (Cronică)      |
| Sheriff Tiraspol       | 0–3    | Olimpija Ljubljana | 0–0 (Cronică)  | 0–3 (Cronică)      |
| Gandja                 | 0–7    | Antalyaspor        | 0–2 (Cronică)  | 0–5 (Cronică)      |
| Žalgiris Vilnius       | 2–7    | Ruch Chorzów       | 2–1 (Cronică)  | 0–6 (Cronică)      |
| Aberdeen               | 2–2(a) | Bohemian           | 1–2 (Cronică)  | 1–0 (Cronică)      |
| GÍ Gøta                | 1–4    | Norrköping         | 0–2 (Cronică)  | 1–2 (Cronică)      |
| Liepās Metalurgs       | 1–2    | Brann              | 1–1 (Cronică)  | 0–1 (Cronică)      |
| Slavia-Mozyr           | 1–1(a) | Maccabi Haifa      | 1–1 (Cronică)  | 0–0 (Cronică)      |
| Slovan Bratislava      | 4–0    | Lokomotivi Tbilisi | 2–0 (Cronică)  | 2–0 (Cronică)      |
| Sliema Wanderers       | 3–5    | Partizan           | 2–1 (Cronică)  | 1–4 (Cronică)      |
| Constructorul Chișinău | 2–11   | ȚSKA Sofia         | 2–3 (Cronică)  | 0–8 (Cronică)      |
| AIK                    | 3–0    | Gomel              | 1–0 (Cronică)  | 2–0 (Cronică)      |
| HJK                    | 4–3    | Grevenmacher       | 4–1 (Cronică)  | 0–2 (Cronică)      |
| Glentoran              | 0–4    | Lillestrøm         | 0–3 (Cronică)  | 0–1 (Cronică)      |
| Ekranas                | 0–7    | Lierse             | 0–3 (Cronică)  | 0–4 (Cronică)      |
| Boavista               | 5–0    | Barry Town         | 2–0 (Cronică)  | 3–0 (Cronică)      |
| Constelació Esportiva  | 0–16   | Rayo Vallecano     | 0–10 (Cronică) | 0–6 (Cronică)      |
| Lausanne Sports        | 2–0    | Cork City          | 1–0 (Cronică)  | 1–0 (Cronică)      |
| Rijeka                 | 8–6    | Valletta           | 3–2 (Cronică)  | 5–4 d.p. (Cronică) |
| Amica Wronki           | 6–3    | Vaduz              | 3–0 (Cronică)  | 3–3 (Cronică)      |

## Prima rundă
| Echipa #1          | Total          | Echipa #2            | Tur | Retur    |
| ------------------ | -------------- | -------------------- | --- | -------- |
| Zimbru Chișinău    | 1–4            | Hertha BSC           | 1–2 | 0–2      |
| Antalyaspor        | 2–6            | Werder Bremen        | 2–0 | 0–6      |
| Bohemian           | 2–3            | Kaiserslautern       | 1–3 | 1–0      |
| Stuttgart          | (a) 3–3        | Hearts               | 1–0 | 2–3      |
| Drnovice           | 0–1            | 1860 München         | 0–0 | 0–1      |
| Lokomotiv Moscova  | 4–2            | Naftex Burgas        | 4–2 | 0–0      |
| Norrköping         | 3–4            | Slovan Liberec       | 2–2 | 1–2      |
| Rapid București    | 0–1            | Liverpool            | 0–1 | 0–0      |
| Zürich             | 1–4            | Racing Genk          | 1–2 | 0–2      |
| Olimpija Ljubljana | 2–3            | Espanyol             | 2–1 | 0–2      |
| Vorskla Poltava    | 2–4            | Boavista             | 1–2 | 1–2      |
| Brøndby            | 1–2            | Osijek               | 1–2 | 0–0      |
| Ruch Chorzów       | 1–7            | Internazionale       | 0–3 | 1–4      |
| Pobeda             | 0–6            | Parma                | 0–2 | 0–4      |
| Lausanne Sports    | 5–2            | Torpedo Moscova      | 3–2 | 2–0      |
| Celta de Vigo      | 1–0            | Rijeka               | 0–0 | 1–0 d.p. |
| Leicester City     | 2–4            | Steaua Roșie Belgrad | 1–1 | 1–31     |
| Roda JC            | 1–4            | Inter Bratislava     | 0–2 | 1–2      |
| Krivbas Krivi Rig  | 0–6            | Nantes               | 0–1 | 0–5      |
| PAOK               | 6–4            | Beitar Ierusalim     | 3–1 | 3–3      |
| Slavia Praga       | 5–0            | AB                   | 3–0 | 2–0      |
| Rapid Viena        | 4–1            | Örgryte              | 3–0 | 1–1      |
| Gent               | 0–9            | Ajax                 | 0–6 | 0–3      |
| Lillestrøm         | 4–3            | Dinamo Moscova       | 3–1 | 1–2      |
| Košice             | 2–3            | Grazer               | 2–3 | 0–0      |
| ȚSKA Sofia         | 2–2 (a)        | MTK Hungária         | 1–2 | 1–0      |
| Deportivo Alavés   | 4–3            | Gaziantepspor        | 0–0 | 4–3      |
| Tirol Innsbruck    | 5–3            | Fiorentina           | 3–1 | 2–2      |
| Club Brugge        | 3–0            | APOEL                | 2–0 | 1–0      |
| ȚSKA Moscova       | 0–1            | Viborg               | 0–0 | 0–1 d.p. |
| Celtic             | 3–2            | HJK                  | 2–0 | 1–2 d.p. |
| Gueugnon           | 0–1            | Iraklis              | 0–0 | 0–1      |
| Chelsea            | 1–2            | St. Gallen           | 1–0 | 0–2      |
| Real Zaragoza      | 5–5 3–4 d.l.d. | Wisła Cracovia       | 4–1 | 1–4 d.p. |
| Molde              | 1–2            | Rayo Vallecano       | 0–1 | 1–1      |
| HIT Gorica         | 1–11           | Roma                 | 1–4 | 0–7      |
| AIK                | 1–2            | Herfølge             | 0–1 | 1–1 d.p. |
| Vitesse            | 4–2            | Maccabi Haifa        | 3–0 | 1–2      |
| Vasas              | 2–4            | AEK Atena            | 2–2 | 0–2      |
| Partizan           | 1–2            | Porto                | 1–1 | 0–1      |
| Alania Vladikavkaz | 0–5            | Amica Wronki         | 0–3 | 0–2      |
| Halmstad           | 4–3            | Benfica              | 2–1 | 2–2      |
| Dunaferr           | 1–4            | Feyenoord            | 0–1 | 1–3      |
| Lierse             | 1–5            | Bordeaux             | 0–0 | 1–5      |
| Polonia Varșovia   | 0–3            | Udinese              | 0–1 | 0–2      |
| Basel              | 7–6            | Brann                | 3–2 | 4–4      |
| Napredak Kruševac  | 0–6            | OFI Crete            | 0–0 | 0–6      |
| Slovan Bratislava  | 1–4            | Dinamo Zagreb        | 0–3 | 1–1      |

1 Meciul s-a jucat pe Stadionul Prater din Viena în locul stadionului Stelei Roșii din Belgrad deoarece conducerea clubului Leicester City a reușit să convigă UEFA că disputarea jocului în RSF Iugoslavia reprezinta un risc de securitate din cauza situației politice ale țării de la acea vreme. UEFA a amânat meciul cu o săptămână și l-a mutat pe teren neutru.

## A doua rundă
| Echipa #1            | Total   | Echipa #2        | Tur | Retur    |
| -------------------- | ------- | ---------------- | --- | -------- |
| Iraklis              | 4–5     | Kaiserslautern   | 1–3 | 3–2      |
| Osijek               | 4–1     | Rapid Viena      | 2–1 | 2–0      |
| Udinese              | 1–3     | PAOK             | 1–0 | 0–3 d.p. |
| Werder Bremen        | 9–3     | Racing Genk      | 4–1 | 5–2      |
| Halmstad             | 4–5     | 1860 München     | 3–2 | 1–3      |
| AEK Atena            | 6–2     | Herfølge         | 5–0 | 1–2      |
| Hertha BSC           | 4–2     | Amica Wronki     | 3–1 | 1–1      |
| Lillestrøm           | 3–5     | Deportivo Alavés | 1–3 | 2–2      |
| Internazionale       | (a) 1–1 | Vitesse          | 0–0 | 1–1      |
| Bordeaux             | 3–2     | Celtic           | 1–1 | 2–1 d.p. |
| Espanyol             | 4–1     | Grazer           | 4–0 | 0–1      |
| Boavista             | 1–2     | Roma             | 0–1 | 1–1      |
| Tirol Innsbruck      | 2–3     | Stuttgart        | 1–0 | 1–3      |
| Steaua Roșie Belgrad | 4–5     | Celta de Vigo    | 1–0 | 0–31     |
| Lokomotiv Moscova    | 3–1     | Inter Bratislava | 1–0 | 2–1      |
| Basel                | 1–3     | Feyenoord        | 1–2 | 0–1      |
| Liverpool            | 4–2     | Slovan Liberec   | 1–0 | 3–2      |
| Rayo Vallecano       | (a) 2–2 | Viborg           | 1–0 | 1–2      |
| Lausanne             | 3–2     | Ajax             | 1–0 | 2–2      |
| Nantes               | 3–1     | MTK Hungária     | 2–1 | 1–0      |
| Club Brugge          | 3–2     | St. Gallen       | 2–1 | 1–1      |
| Parma                | 2–1     | Dinamo Zagreb    | 2–0 | 0–1      |
| OFI Crete            | 3–6     | Slavia Praga     | 2–2 | 1–4      |
| Wisła Cracovia       | 0–3     | Porto            | 0–0 | 0–3      |

1 Al doilea meci din Vigo s-a încheiat cu scorul de 5–3 pentru Celta, dar Steaua Roșie Belgrad a pierdut meciul cu 3–0 pentru că a aliniat în echipa de start doi jucători suspenați.

## A treia rundă
| Echipa #1         | Total | Echipa #2      | Tur | Retur |
| ----------------- | ----- | -------------- | --- | ----- |
| Hertha BSC        | 1–2   | Internazionale | 0–0 | 1–2   |
| Parma             | 4–2   | 1860 München   | 2–2 | 2–0   |
| Feyenoord         | 3–4   | Stuttgart      | 2–2 | 1–2   |
| Lokomotiv Moscova | 0–2   | Rayo Vallecano | 0–0 | 0–2   |
| PSV               | 4–0   | PAOK           | 3–0 | 1–0   |
| Roma              | 4–0   | Hamburg        | 1–0 | 3–0   |
| Nantes            | 7–4   | Lausanne       | 4–3 | 3–1   |
| Bordeaux          | 4–1   | Werder Bremen  | 4–1 | 0–0   |
| Olympiacos        | 2–4   | Liverpool      | 2–2 | 0–2   |
| Bayer Leverkusen  | 4–6   | AEK Atena      | 4–4 | 0–2   |
| Shakhtar Donetsk  | 0–1   | Celta de Vigo  | 0–0 | 0–1   |
| Deportivo Alavés  | 4–2   | Rosenborg      | 1–1 | 3–1   |
| Espanyol          | 0–2   | Porto          | 0–2 | 0–0   |
| Osijek            | 3–5   | Slavia Praga   | 2–0 | 1–5   |
| Club Brugge       | 1–3   | Barcelona      | 0–2 | 1–1   |
| Rangers           | 1–3   | Kaiserslautern | 1–0 | 0–3   |

## A patra rundă
| Echipa #1        | Total  | Echipa #2         | Tur | Retur |
| ---------------- | ------ | ----------------- | --- | ----- |
| Slavia Praga     | 0–1    | Kaiserslautern    | 0–0 | 0–1   |
| Stuttgart        | 1–2    | Celta de Vigo     | 0–0 | 1–2   |
| PSV              | (a)4–4 | Parma             | 2–1 | 2–3   |
| AEK Atena        | 0–6    | Barcelona         | 0–1 | 0–5   |
| Deportivo Alavés | 5–3    | Internazionale    | 3–3 | 2–0   |
| Porto            | 4–3    | Nantes Atlantique | 3–1 | 1–2   |
| Rayo Vallecano   | 6–2    | Bordeaux          | 4–1 | 2–1   |
| Roma             | 1–2    | Liverpool         | 0–2 | 1–0   |

### Prima manșă
| Slavia Praga | 0–0 | Kaiserslautern |
| ------------ | --- | -------------- |
|              |     |                |

| Stuttgart | 0–0 | Celta de Vigo |
| --------- | --- | ------------- |
|           |     |               |

| PSV                      | 2–1 | Parma     |
| ------------------------ | --- | --------- |
| Ooijer 24' Rommedahl 73' |     | Mboma 67' |

| AEK Atena | 0–1 | Barcelona        |
| --------- | --- | ---------------- |
|           |     | Luis Enrique 41' |

| Deportivo Alavés                 | 3–3 | Internazionale             |
| -------------------------------- | --- | -------------------------- |
| Moreno 44' Téllez 70' Alonso 73' |     | Recoba 45+', 50' Vieri 65' |

| Porto                                                   | 3–1 | Nantes Atlantique |
| ------------------------------------------------------- | --- | ----------------- |
| Esquerdinha 16' (pen.) Gillet 59' (o.g.) Secretário 85' |     | Ahamada 14'       |

| Rayo Vallecano                                   | 4–1 | Bordeaux     |
| ------------------------------------------------ | --- | ------------ |
| de Quintana 19' Bolic 73' Quevedo 82' Míchel 90' |     | Laslandes 2' |

| Roma | 0–2 | Liverpool     |
| ---- | --- | ------------- |
|      |     | Owen 46', 72' |

### A doua manșă
| Kaiserslautern | 1–0 | Slavia Praga |
| -------------- | --- | ------------ |
| Lokvenc 59'    |     |              |

Kaiserslautern a câștigat cu scorul general de 1–0.
| Celta de Vigo          | 2–1 | Stuttgart |
| ---------------------- | --- | --------- |
| Karpin 6' Mostovoi 85' |     | Blank 45' |

Celta de Vigo a câștigat cu scorul general de 2–1.
| Parma                                 | 3–2 | PSV                      |
| ------------------------------------- | --- | ------------------------ |
| Milošević 64' (pen.), 69' Montaño 90' |     | Rommedahl 32' Kežman 45' |

PSV 4–4 Parma la general. PSV a câștigat datorită regulii golului marcat în deplasare.
| Barcelona                                                | 5–0 | AEK Atena |
| -------------------------------------------------------- | --- | --------- |
| Luis Enrique 22', 31', 60' Rivaldo 57' Gerard 87' (pen.) |     |           |

Barcelona a câștigat cu scorul general de 6-0.
| Internazionale | 0–2 | Alavés               |
| -------------- | --- | -------------------- |
|                |     | Cruyff 78' Tomić 83' |

Deportivo Alavés a câștigat cu scorul general de 5–3.
| Nantes Atlantique      | 2–1 | Porto    |
| ---------------------- | --- | -------- |
| Vahirua 69' Armand 74' |     | Pena 35' |

Porto a câștigat cu scorul general de 4–3.
| Bordeaux         | 1–2 | Rayo Vallecano                |
| ---------------- | --- | ----------------------------- |
| Mingo 24' (o.g.) |     | Cembranos 20' (pen.) Bolo 50' |

Rayo Vallecano a câștigat cu scorul general de 6–2.
| Liverpool | 0–1 | Roma       |
| --------- | --- | ---------- |
|           |     | Guigou 70' |

Liverpool a câștigat cu scorul general de 2–1.

## Sferturi
| Echipa #1        | Total | Echipa #2      | Tur | Retur |
| ---------------- | ----- | -------------- | --- | ----- |
| Barcelona(a)     | 4–4   | Celta de Vigo  | 2-1 | 2–3   |
| Porto            | 0–2   | Liverpool      | 0–0 | 0–2   |
| Deportivo Alavés | 4–2   | Rayo Vallecano | 3–0 | 1–2   |
| Kaiserslautern   | 2–0   | PSV            | 1–0 | 1–0   |

### Prima manșă
| Barcelona         | 2–1 | Celta de Vigo          |
| ----------------- | --- | ---------------------- |
| Kluivert 13', 56' |     | Coira 69' · Vágner 22' |

| Porto | 0–0 | Liverpool |
| ----- | --- | --------- |
|       |     |           |

| Deportivo Alavés                 | 3–0 | Rayo Vallecano |
| -------------------------------- | --- | -------------- |
| Azkoitia 30' Eggen 79' Vučko 80' |     |                |

| Kaiserslautern | 1–0 | PSV |
| -------------- | --- | --- |
| Koch 31' (p)   |     |     |

### A doua manșă
| Celta de Vigo                          | 3–2 | Barcelona        |
| -------------------------------------- | --- | ---------------- |
| Catanha 34' López 64' (p) Mostovoi 90' |     | Rivaldo 29', 44' |

Barcelona 4–4 Celta de Vigo la general. Barcelona a câștigat datorită regulii golului marcat în deplasare.
| Liverpool           | 2–0 | Porto |
| ------------------- | --- | ----- |
| Murphy 32' Owen 38' |     |       |

Liverpool won 2–0 on aggregate
| Rayo Vallecano            | 2–1 | Deportivo Alavés |
| ------------------------- | --- | ---------------- |
| Quevedo 41' Cembranos 80' |     | Cruyff 19'       |

Deportivo Alavés a câștigat cu scorul general de 4–2.
| PSV                       | 0–1 | Kaiserslautern    |
| ------------------------- | --- | ----------------- |
| Bruggink · van Bommel 73' |     | Basler 71' (pen.) |

Meci înrerupt timp de 16 minute din cauza turbulențelor cauzate de suporteri.

Kaiserslautern won 2–0 on aggregate

## Semifinale
| Echipa 1  | Scor gen. | Echipa 2       | Tur | Retur |
| --------- | --------- | -------------- | --- | ----- |
| Alavés    | 9–2       | Kaiserslautern | 5–1 | 4–1   |
| Barcelona | 0–1       | Liverpool      | 0–0 | 0–1   |

### Prima manșă
| Alavés                                                                 | 5–1 | Kaiserslautern  |
| ---------------------------------------------------------------------- | --- | --------------- |
| Contra 20' (pen.), 31' (pen.) Cruyff 42' Alonso 57' (pen.) Mocelin 81' |     | Koch 68' (pen.) |

| Barcelona | 0–0 | Liverpool |
| --------- | --- | --------- |
|           |     |           |

### A doua manșă
| Kaiserslautern | 1–4 | Alavés                              |
| -------------- | --- | ----------------------------------- |
| Djorkaeff 7'   |     | Alonso 23' Vučko 64', 86' Gañán 88' |

Alavés a câștigat cu scorul general de 9–2.
| Liverpool             | 1–0 | Barcelona |
| --------------------- | --- | --------- |
| McAllister 44' (pen.) |     |           |

Liverpool a câștigat cu scorul general de 1–0.

## Finala
| Liverpool                                                              | 5–4 (d.p.) | Alavés                                |
| ---------------------------------------------------------------------- | ---------- | ------------------------------------- |
| Babbel 3' Gerrard 16' McAllister 40' (pen.) Fowler 72' Geli 116' (a.g) |            | Alonso 26' Moreno 47', 49' Cruyff 88' |

| Câștigătoarea Cupei UEFA 2000-2001 |
| ---------------------------------- |
| Anglia                             |
| Liverpool Al treilea titlu         |

## Legături externe
- Toate meciurile Cupei UEFA 2000–2001 pe site-ul UEFA
- Rezultate la Rec.Sport.Soccer Statistics Foundation
- Toți marcatorii Cupei UEFA 2000-2001 conform (excluzând rundele preminare)protocoalelor UEFA + toți marcatorii rundelor preliminare
- 2000/01 Cupa UEFA - rezultate și echipe (arhivă) Arhivat în 21 octombrie 2010, la Wayback Machine.